# Jeff Tain Watts

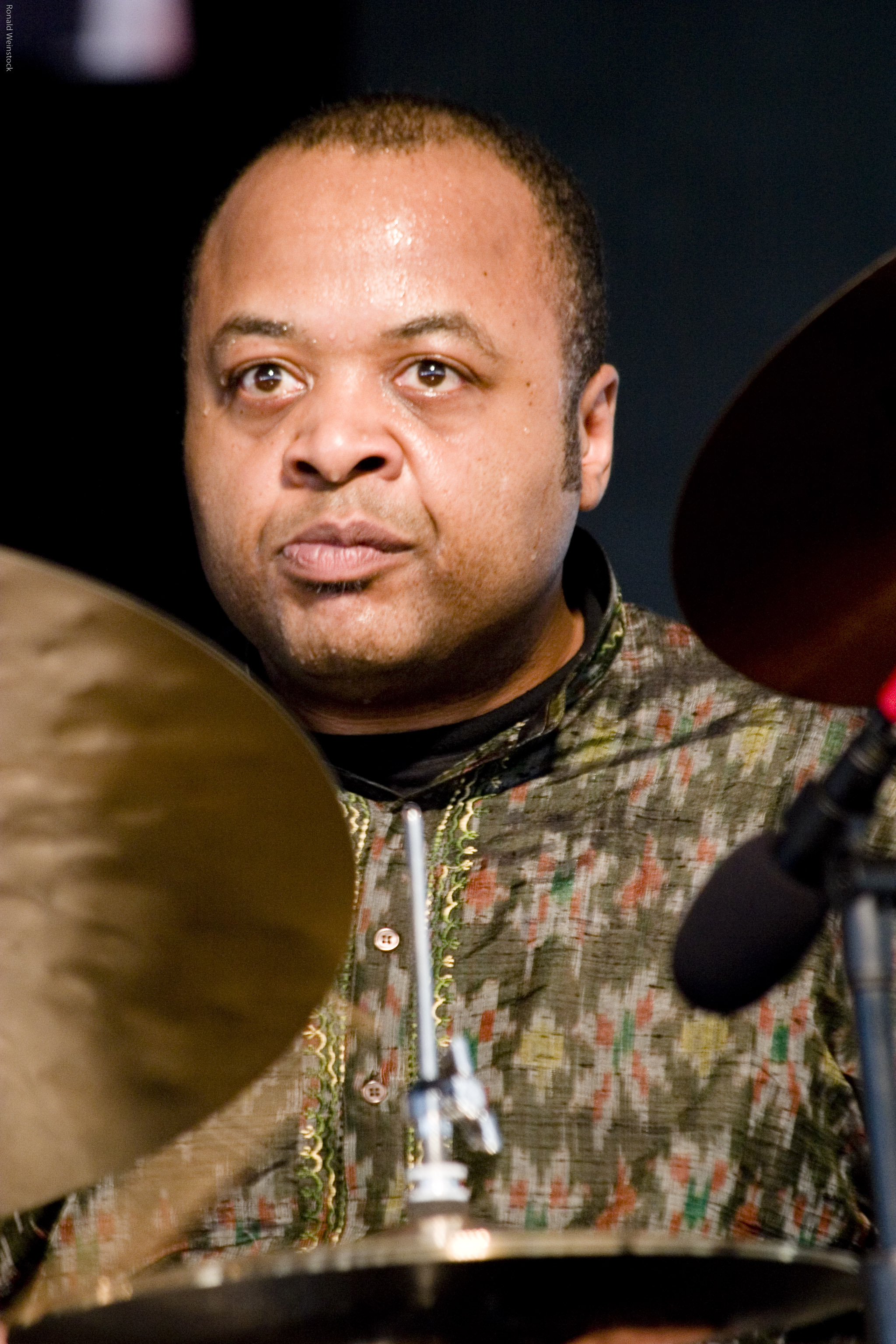
Tain Watts

Jeff „Tain“ Watts (* 20. Januar 1960 in Pittsburgh, Pennsylvania) ist ein amerikanischer Jazz-Schlagzeuger.

## Leben und Wirken
Watts studierte klassisches Schlagzeug an der Duquesne University in Pittsburgh und Jazz an der Berklee School of Music. Er wurde Mitglied des Wynton Marsalis Quintetts bis 1988. Nachdem er mit George Benson, Harry Connick Jr. und McCoy Tyner gearbeitet hatte, spielte er 1988 auf Branford Marsalis’ Album Trio Jeepy und wurde 1989 Mitglied seines Quartetts. Daneben trat er mit Ricky Ford, Robin Eubanks, Danilo Pérez, Michael Brecker, Betty Carter, Courtney Pine, Geri Allen, Joey Calderazzo, Claudia Acuña und Robi Botos zusammen auf. 1990 spielte er in Spike Lees Mo’ Better Blues einen Jazzmusiker an der Seite von Denzel Washington und Wesley Snipes.
1991 erschien sein erstes Album als Bandleader Megawatts mit Kenny Kirkland als Pianist, 1998 Citizen Tain. 2002 folgte Bar Talk und 2004 der Live-Mitschnitt Detained at the Blue Note. Seit 2005 arbeitet er im Quartett mit Marcus Strickland (Saxophon), Eric Revis (Bass) und David Budway (Klavier). Zahlreiche Alben, an denen er beteiligt war, wurden für den Grammy Award nominiert; sechs davon erhielten ihn. Zu hören ist er u. a. auch auf Pat Martinos Album Undeniable: Live at Blues Alley.